# Loricàrids

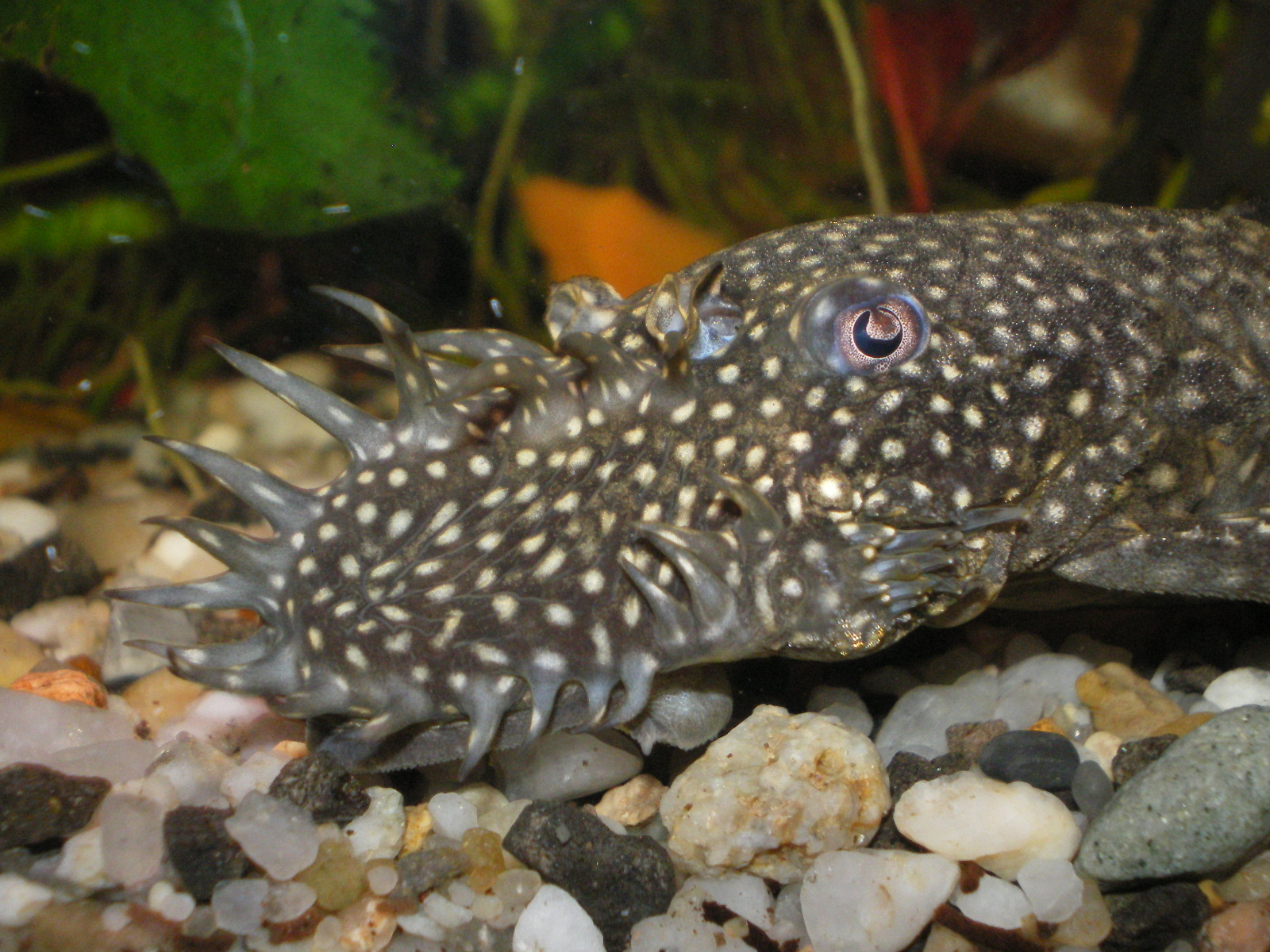
Ancistrus sp.

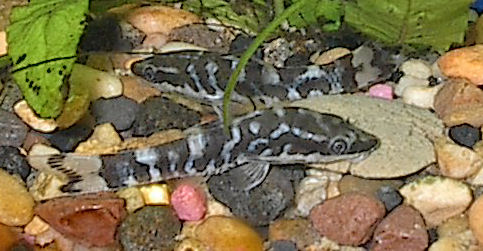
Otocinclus cocama

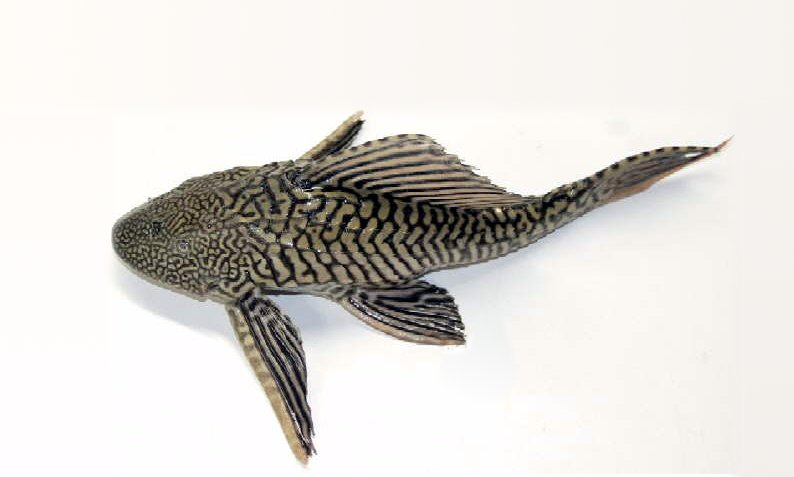
Pterygoplichthys sp.

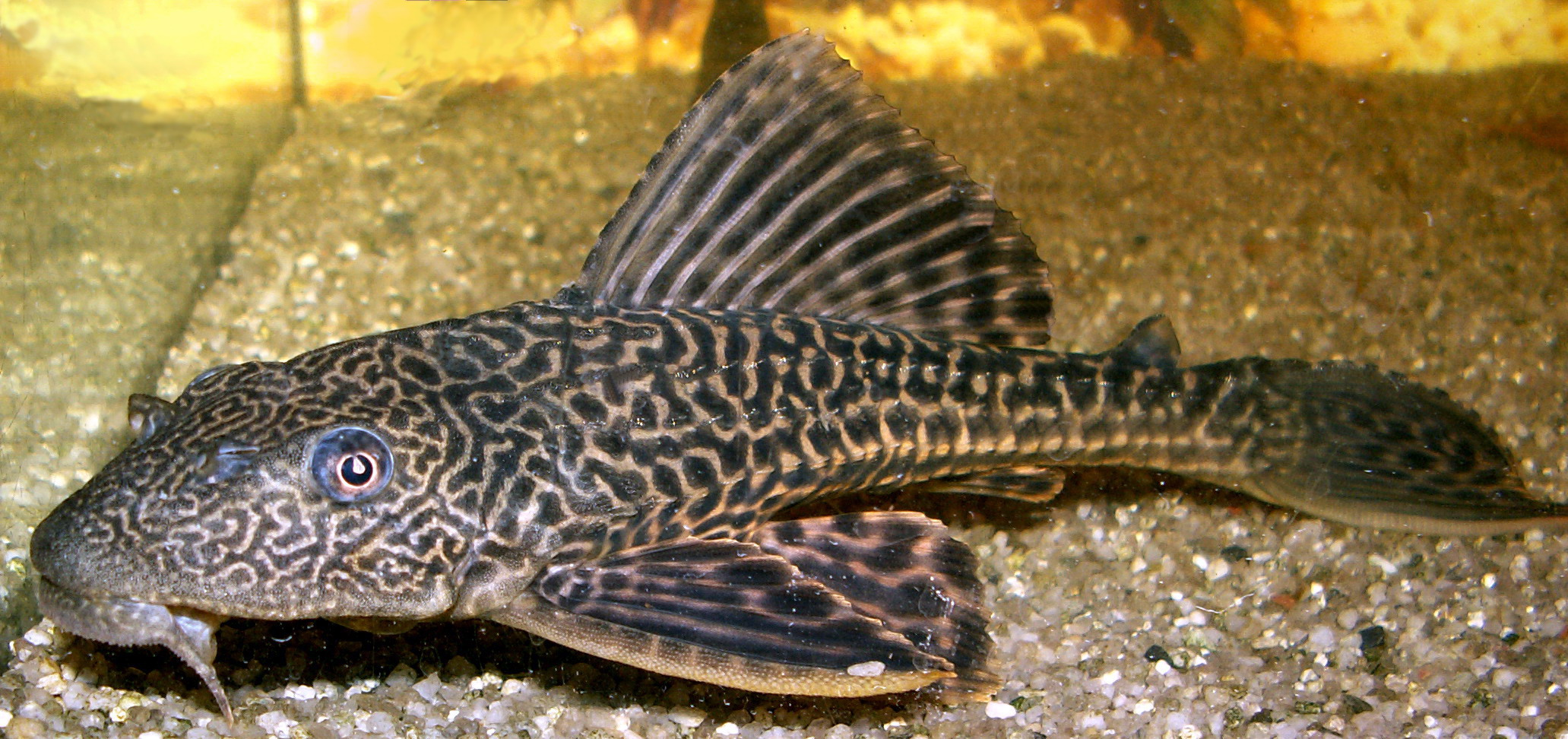
Liposarcus multiradiatus

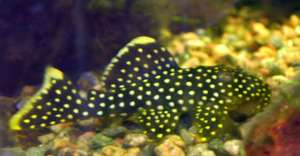
Baryancistrus sp.

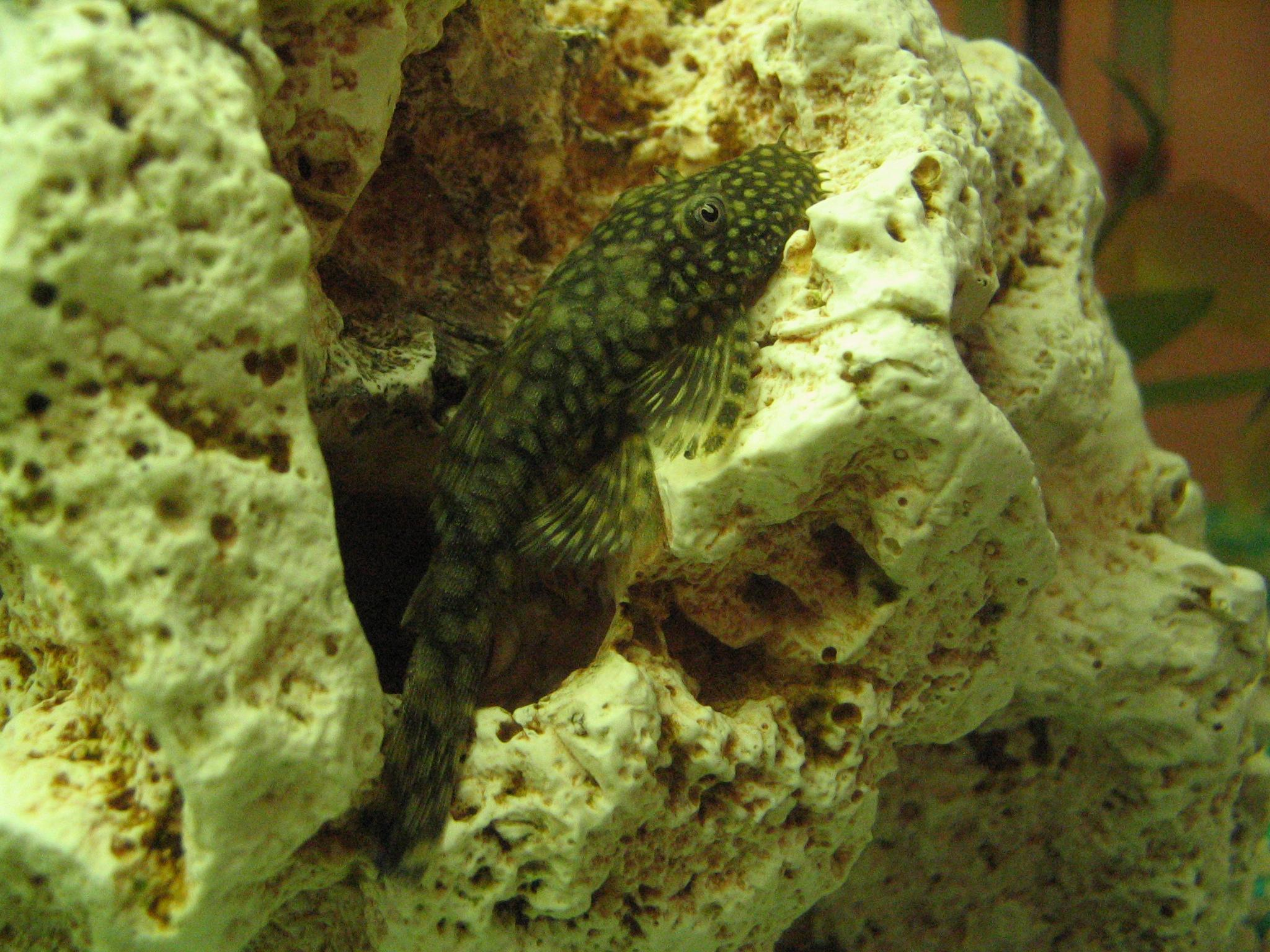
Ancistrus sp.

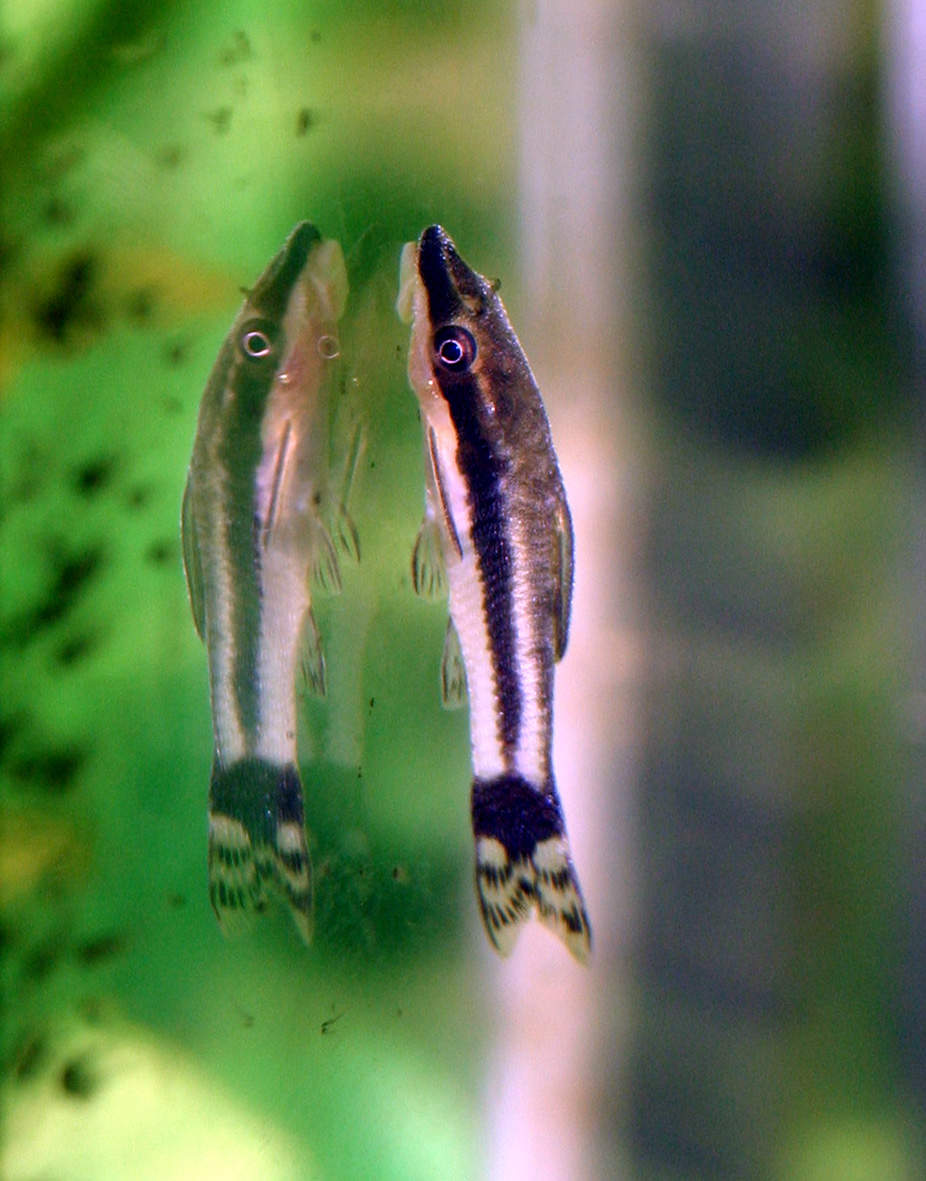
Otocinclus affinis

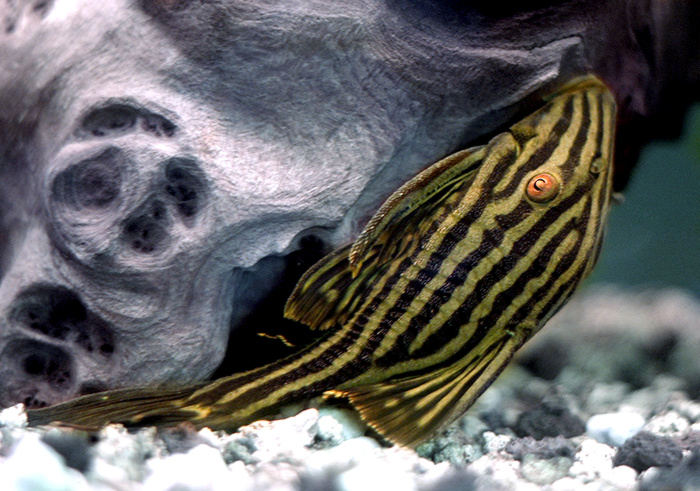
Panaque nigrolineatus

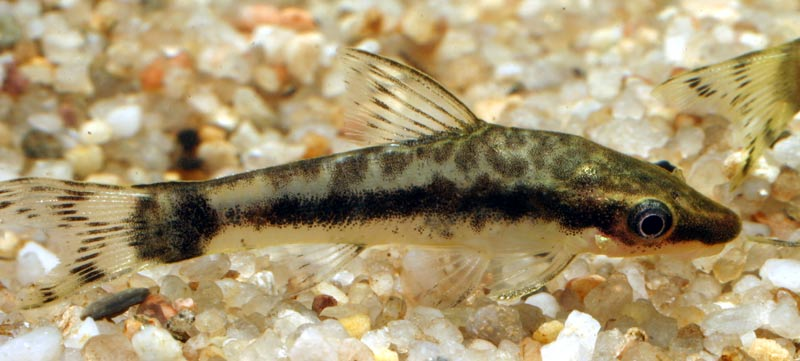
Otocinclus macrospilus

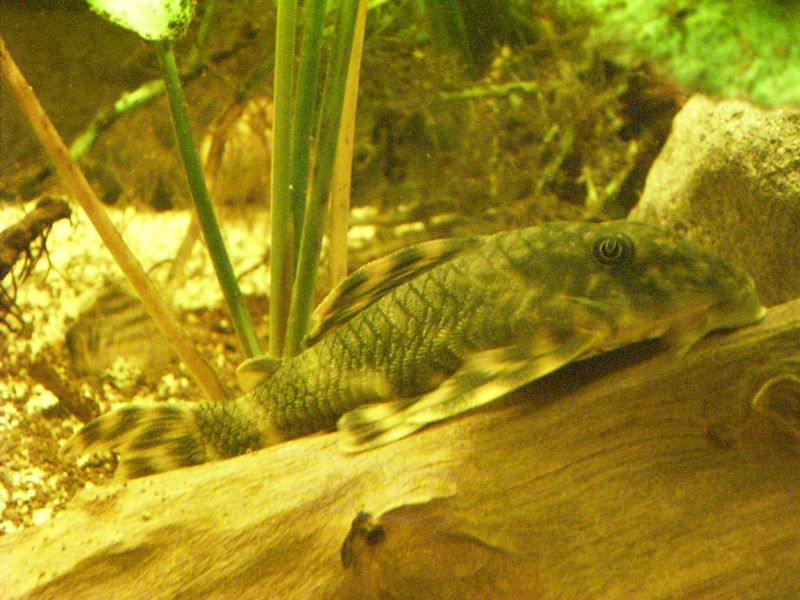
Peckoltia sp.

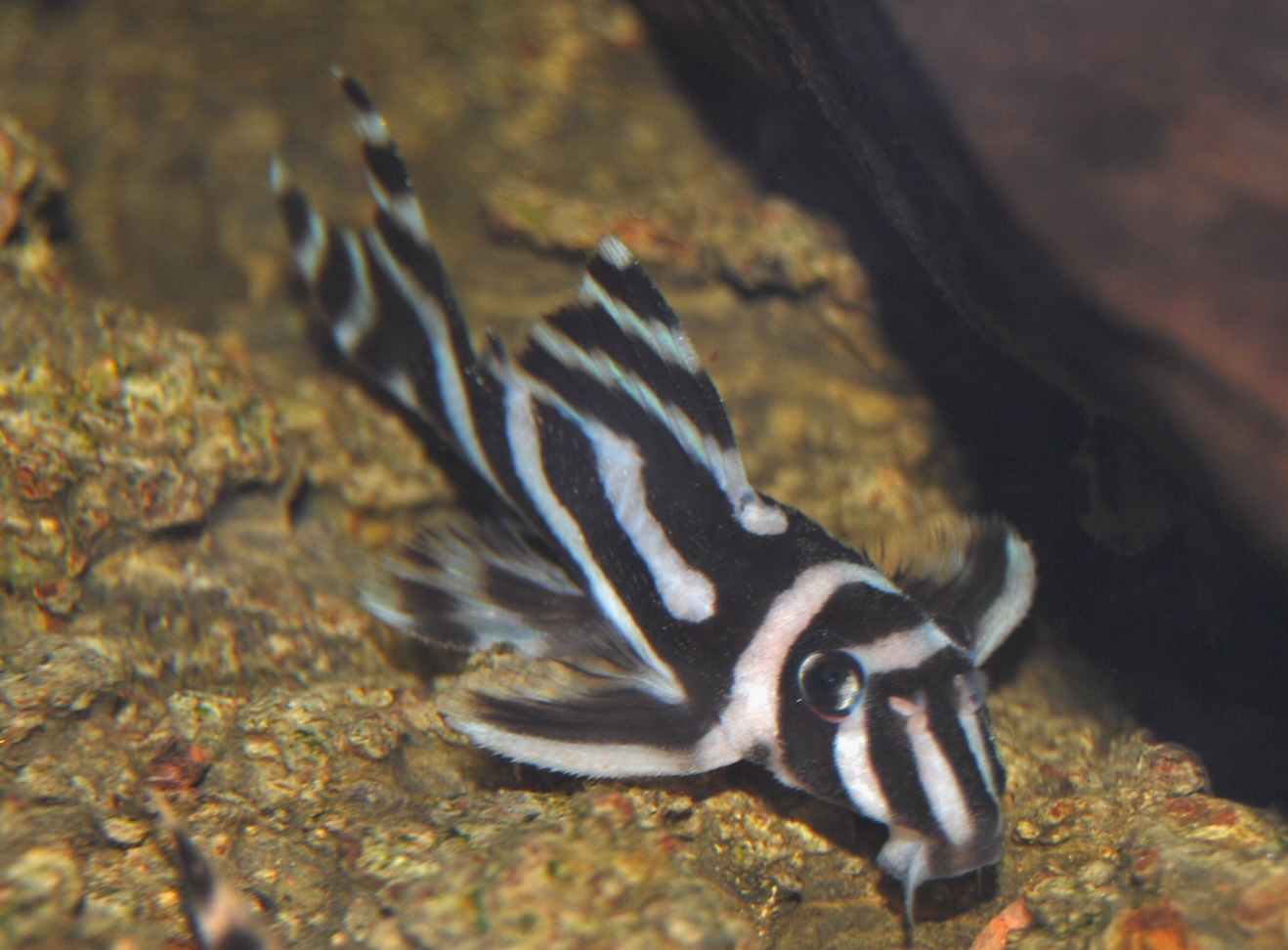
Hypancistrus zebra

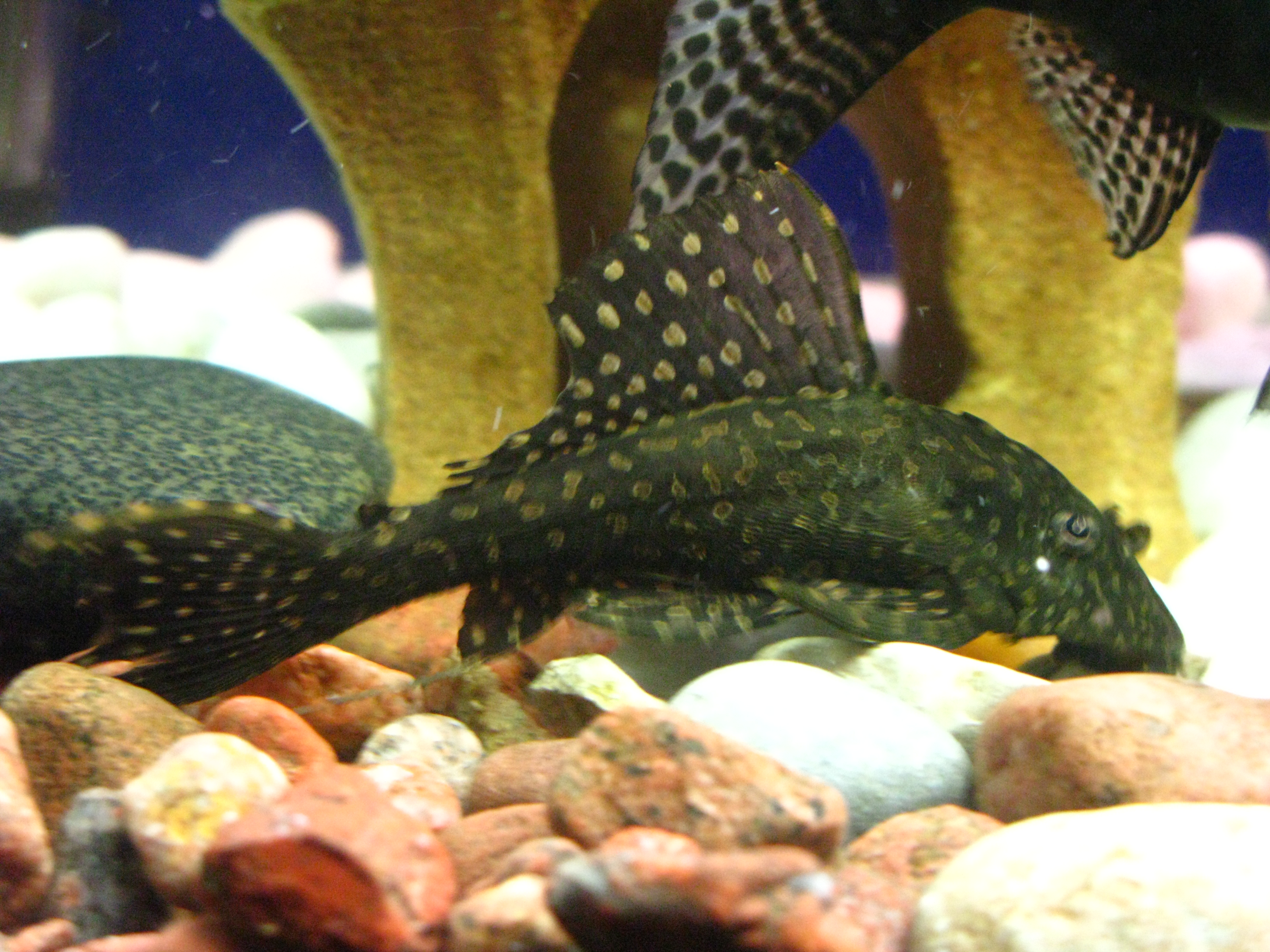
Ancistrus sp.

Els loricàrids (Loricariidae) són una família de peixos pertanyent a l'ordre dels siluriformes.

## Morfologia
Pocs especialistes són capaços de distingir les diferents espècies d'aquesta família, ja que, per exemple, algunes tenen una coloració característica però que es pot confondre amb la dels joves d'altres espècies. Fins i tot, els peixos de la mateixa espècie que provenen de regions diferents poden tindre una coloració diferent. Per tant, l'única manera de poder diferenciar les espècies amb certesa és estudiant les característiques morfològiques i anatòmiques: la distribució de les plaquetes òssies a la part ventral, la disposició de les aletes dorsal i anal, etc. Amb algunes excepcions, aquests silurs tenen el cos aixafat dorsiventralment. La cuirassa formada per plaques òssies és completa en algunes espècies, parcial en altres i, de vegades, absent. La boca, ventral, presenta forts llavis amb plaques còrnies, ja que això permet als peixos arrencar les algues del fons. Moltes espècies viuen en aigües corrents i disposen d'una boca que realitza la funció d'una ventosa que permet fixar-se al fons aquàtic. Les brànquies (a causa de la forma aixafada de llurs cossos) són situades a la part inferior. Tret de l'aleta caudal, totes les altres duen espines. Nombre de vèrtebres: entre 23 i 38.

## Hàbitat i distribució geogràfica
Són peixos d'aigua dolça que viuen als rierols de muntanya de les àrees tropicals i subtropicals de l'Amèrica del Sud, Costa Rica i Panamà fins als 3.000 m d'altitud.

## Gèneres i espècies
- Acanthicus (Agassiz, 1829)[7]
  - Acanthicus adonis (Isbrücker & Nijssen, 1988)
  - Acanthicus hystrix (Agassiz, 1829)
- Acestridium (Haseman, 1911)
  - Acestridium colombiensis (Retzer, 2005)
  - Acestridium dichromum (Retzer, Nico & Provenzano R., 1999)
  - Acestridium discus (Haseman, 1911)
  - Acestridium martini (Retzer, Nico & Provenzano R., 1999)
  - Acestridium triplax (Rodríguez & Reis, 2007)
- Ancistomus
- Ancistrus (Kner, 1854)
- Aphanotorulus (Isbrücker & Nijssen, 1983)[8]
  - Aphanotorulus ammophilus (Armbruster & Page, 1996)
  - Aphanotorulus unicolor (Steindachner, 1908)[9]
- Apistoloricaria (Isbrücker & Nijssen, 1986)
  - Apistoloricaria condei (Isbrücker & Nijssen, 1986)
  - Apistoloricaria laani (Nijssen & Isbrücker, 1988)
  - Apistoloricaria listrorhinos (Nijssen & Isbrücker, 1988)
  - Apistoloricaria ommation (Nijssen & Isbrücker, 1988)
- Aposturisoma (Isbrücker, Britski, Nijssen & Ortega, 1983)
  - Aposturisoma myriodon (Isbrücker, Britski, Nijssen & Ortega, 1983)
- Baryancistrus (Rapp Py-Daniell, 1989)
  - Baryancistrus beggini (Lujan, Arce & Armbruster, 2009)
  - Baryancistrus demantoides (Werneke, Sabaj, Lujan & Armbruster, 2005)
  - Baryancistrus longipinnis (Kindle, 1895)
  - Baryancistrus niveatus (Castelnau, 1855)
- Brochiloricaria (Isbrücker & Nijssen, 1979)
  - Brochiloricaria chauliodon (Isbrücker, 1979)
  - Brochiloricaria macrodon (Kner, 1853)
- Chaetostoma (Tschudi, 1846)
- Cordylancistrus (Isbrücker, 1980)
  - Cordylancistrus daguae (Eigenmann, 1912)
  - Cordylancistrus nephelion (Provenzano & Milani, 2006)
  - Cordylancistrus perijae (Pérez & Provenzano R., 1996)
  - Cordylancistrus platycephalus (Boulenger, 1898)
  - Cordylancistrus platyrhynchus (Fowler, 1943)
  - Cordylancistrus torbesensis (Schultz, 1944)
- Corumbataia (Britski, 1997)
  - Corumbataia britskii (Ferreira & Ribeiro, 2007)
  - Corumbataia cuestae (Britski, 1997)
  - Corumbataia tocantinensis (Britski, 1997)
  - Corumbataia veadeiros (Carvalho, 2008)
- Corymbophanes (Eigenmann, 1909)
  - Corymbophanes andersoni (Eigenmann, 1909)
  - Corymbophanes kaiei (Armbruster & Sabaj, 2000)
- Crossoloricaria (Isbrücker, 1979)
  - Crossoloricaria bahuaja (Chang & Castro, 1999)
  - Crossoloricaria cephalaspis (Isbrücker, 1979)
  - Crossoloricaria rhami (Isbrücker & Nijssen, 1983)
  - Crossoloricaria variegata (Steindachner, 1879)
  - Crossoloricaria venezuelae (Schultz, 1944)
- Cteniloricaria (Isbrücker & Nijssen, 1979)
  - Cteniloricaria fowleri (Pellegrin, 1908)
  - Cteniloricaria maculata (Boeseman, 1971)
  - Cteniloricaria platystoma (Günther, 1868)
- Dasyloricaria (Isbrücker & Nijssen, 1979)
  - Dasyloricaria capetensis (Meek & Hildebrand, 1913)
  - Dasyloricaria filamentosa (Steindachner, 1878)
  - Dasyloricaria latiura (Eigenmann & Vance, 1912)
  - Dasyloricaria seminuda (Eigenmann & Vance, 1912)
  - Dasyloricaria tuyrensis (Meek & Hildebrand, 1913)
- Dekeyseria (Rapp Py-Daniel, 1985)
  - Dekeyseria amazonica (Rapp Py-Daniel, 1985)
  - Dekeyseria brachyura (Kner, 1854)
  - Dekeyseria niveata (La Monte, 1929)
  - Dekeyseria picta (Kner, 1854)
  - Dekeyseria pulcher (Steindachner, 1915)
  - Dekeyseria scaphirhyncha (Kner, 1854)
- Delturus (Eigenmann & Eigenmann, 1889)
  - Delturus angulicauda (Steindachner, 1877)
  - Delturus brevis (Reis, Pereira & Armbruster, 2006)
  - Delturus carinotus (La Monte, 1933)
  - Delturus parahybae (Eigenmann & Eigenmann, 1889)
- Dentectus (Martín Salazar, Isbrücker & Nijssen, 1982)
  - Dentectus barbarmatus (Martín Salazar, Isbrücker & Nijssen, 1982)
- Dolichancistrus (Isbrücker, 1980)
  - Dolichancistrus atratoensis (Dahl, 1960)
  - Dolichancistrus carnegiei (Eigenmann, 1916)
  - Dolichancistrus cobrensis (Schultz, 1944)
  - Dolichancistrus fuesslii (Steindachner, 1911)
  - Dolichancistrus pediculatus (C. H. Eigenmann, 1918)
  - Dolichancistrus setosus (Boulenger, 1887)
- Epactionotus (Leis & Schaefer, 1998)
  - Epactionotus aky (Azpelicueta, Casciotta, Almirón & Köber, 2004)
  - Epactionotus bilineatus (Reis & Schaefer, 1998)
  - Epactionotus gracilis (Reis & Schaefer, 1998)
  - Epactionotus itaimbezinho (Reis & Schaefer, 1998)
  - Epactionotus yasi (Almirón, Azpelicueta & Casciotta, 2004)
- Eurycheilichthys (Reis & Schaefer, 1993)
  - Eurycheilichthys limulus (Reis & Schaefer, 1998)
  - Eurycheilichthys pantherinus (Reis & Schaefer, 1992)
- Exastilithoxus (Isbrücker & Nijssen, 1979)[10]
  - Exastilithoxus fimbriatus (Steindachner, 1915)
  - Exastilithoxus hoedemani (Isbrücker & Nijssen, 1985)
- Farlowella (Eigenmann & Eigenmann, 1889)
- Furcodontichthys (Rapp Py-Daniel, 1981)
  - Furcodontichthys novaesi (Rapp Py-Daniel, 1981)
- Glyptoperichthys (Weber, 1991)
  - Glyptoperichthys parnaibae (Weber, 1991)
  - Glyptoperichthys punctatus (Kner, 1854)
  - Glyptoperichthys scrophus (Cope, 1874)
  - Glyptoperichthys xinguensis (Weber, 1991)
- Gymnotocinclus (Carvalho, Lehmann A. & Reis, 2008)
  - Gymnotocinclus anosteos (Carvalho, Lehmann A. & Reis, 2008)
- Harttia (Steindachner, 1877)
- Harttiella (Boeseman, 1971)
  - Harttiella crassicauda (Boeseman, 1953)
- Hemiancistrus (Bleeker, 1862)
- Hemiloricaria (Bleeker, 1862)
  - Hemiloricaria aurata (Knaack, 2003)
- Hemiodontichthys (Bleeker, 1862)
  - Hemiodontichthys acipenserinus (Kner, 1853)
- Hemipsilichthys (Eigenmann & Eigenmann, 1889)
- Hisonotus (Eigenmann & Eigenmann, 1889)
- Hopliancistrus (Isbrücker & Nijssen, 1989)
  - Hopliancistrus tricornis (Isbrücker & Nijssen, 1989)
- Hypancistrus (Isbrücker & Nijssen, 1991)
  - Hypancistrus contradens (Armbruster, Lujan & Taphorn, 2007)
  - Hypancistrus debilittera (Armbruster, Lujan & Taphorn, 2007)
  - Hypancistrus furunculus (Armbruster, Lujan & Taphorn, 2007)
  - Hypancistrus inspector (Armbruster, 2002)
  - Hypancistrus lunaorum (Armbruster, Lujan & Taphorn, 2007)
  - Hypancistrus zebra (Isbrücker & Nijssen, 1991)
- Hypoptopoma (Günther, 1868)
  - Hypoptopoma bilobatum (Cope, 1870)
  - Hypoptopoma guentheri (Boulenger, 1895)
  - Hypoptopoma guianense (Boeseman, 1974)
  - Hypoptopoma gulare (Cope, 1878)
  - Hypoptopoma inexspectatum (Holmberg, 1893)
  - Hypoptopoma joberti (Vaillant, 1880)
  - Hypoptopoma psilogaster (Fowler, 1915)
  - Hypoptopoma steindachneri (Boulenger, 1895)
  - Hypoptopoma thoracatum (Günther, 1868)
- Hypostomus (Lacepède, 1803)
- Isbrueckerichthys (Derijst, 1996)
  - Isbrueckerichthys alipionis (Gosline, 1947)
  - Isbrueckerichthys calvus (Jerep, Shibatta & Pereira, 2006)
  - Isbrueckerichthys duseni (Miranda-Ribeiro, 1907)
  - Isbrueckerichthys epakmos (Pereira & Oyakawa, 2003)
  - Isbrueckerichthys saxicola (Jerep, Shibatta & Pereira, 2006)
- Isorineloricaria (Isbrücker, 1980)[11]
  - Isorineloricaria spinosissima (Steindachner, 1880)
- Ixinandria (Isbrücker & Nijssen, 1979)[12]
  - Ixinandria montebelloi (Fowler, 1940)
  - Ixinandria steinbachi (Regan, 1906)
- Kronichthys (Miranda-Ribeiro, 1908)
  - Kronichthys heylandi (Boulenger, 1900)
  - Kronichthys lacerta (Nichols, 1919)
  - Kronichthys subteres (Miranda-Ribeiro, 1908)
- Lamontichthys (Miranda-Ribeiro, 1939)
  - Lamontichthys filamentosus (La Monte, 1935)
  - Lamontichthys llanero (Taphorn & Lilyestrom, 1984)
  - Lamontichthys maracaibero (Taphorn & Lilyestrom, 1984)
  - Lamontichthys stibaros (Isbrücker & Nijssen, 1978)
- Lasiancistrus (Regan, 1904)
- Leporacanthicus (Isbrücker & Nijssen, 1989)
  - Leporacanthicus galaxias (Isbrücker & Nijssen, 1989)
  - Leporacanthicus heterodon (Isbrücker & Nijssen, 1989)
  - Leporacanthicus joselimai (Isbrücker & Nijssen, 1989)
  - Leporacanthicus triactis (Isbrücker, Nijssen & Nico, 1992)
- Leptoancistrus (Meek & Hildebrand, 1916)
  - Leptoancistrus canensis (Meek & Hildebrand, 1913)
  - Leptoancistrus cordobensis (Dahl, 1964)
- Limatulichthys (Isbrücker & Nijssen, 1979)
  - Limatulichthys griseus (Eigenmann, 1909)
- Lipopterichthys
  - Lipopterichthys carrioni (Norman, 1935)
- Liposarcus
- Lithogenes (Eigenmann, 1909)
  - Lithogenes valencia (Provenzano, Schaefer, Baskin & Royero-Leon, 2003)
  - Lithogenes villosus (Eigenmann, 1909)
  - Lithogenes wahari (Schaefer & Provenzano, 2008)
- Lithoxancistrus
- Lithoxus (Eigenmann, 1910)
  - Lithoxus boujardi (Muller & Isbrücker, 1993)
  - Lithoxus bovallii (Regan, 1906)
  - Lithoxus jantjae (Lujan, 2008)
  - Lithoxus lithoides (Eigenmann, 1912)
  - Lithoxus pallidimaculatus (Boeseman, 1982)
  - Lithoxus planquettei (Boeseman, 1982)
  - Lithoxus stocki (Nijssen & Isbrücker, 1990)
  - Lithoxus surinamensis (Boeseman, 1982)
- Loricaria (Linnaeus, 1758)
- Loricariichthys (Bleeker, 1862)
- Megalancistrus (Isbrücker, 1980)
  - Megalancistrus barrae (Steindachner, 1910)
  - Megalancistrus parananus (Peters, 1881)
- Metaloricaria (Isbrücker, 1975)
  - Metaloricaria nijsseni (Boeseman, 1976)
  - Metaloricaria paucidens (Isbrücker, 1975)
- Microlepidogaster (Eigenmann & Eigenmann, 1889)
  - Microlepidogaster perforatus (Eigenmann & Eigenmann, 1889)
- Nannoptopoma (Schaefer, 1996)
  - Nannoptopoma spectabilis (Eigenmann, 1914)
  - Nannoptopoma sternoptychum (Schaefer, 1996)
- Neblinichthys (Ferraris, Isbrücker & Nijssen, 1986)
  - Neblinichthys pilosus (Ferraris, Isbrücker & Nijssen, 1986)
  - Neblinichthys roraima (Provenzano R., Lasso & Ponte, 1995)
- Neoplecostomus (Eigenmann & Eigenmann, 1888)
- Niobichthys (Schaefer & Provenzano R., 1998)
  - Niobichthys ferrarisi (Schaefer & Provenzano R., 1998)
- Oligancistrus
  - Oligancistrus punctatissimus (Steindachner, 1881)
- Otocinclus (Cope, 1871)
- Otothyris (Myers, 1927)
  - Otothyris juquiae (Garavello, Britski & Schaefer, 1998)
  - Otothyris lophophanes (Eigenmann & Eigenmann, 1889)
  - Otothyris rostrata (Garavello, Britski & Schaefer, 1998)
  - Otothyris travassosi (Garavello, Britski & Schaefer, 1998)
- Otothyropsis (Ribeiro, Carvalho & Melo, 2005)
  - Otothyropsis marapoama (Ribeiro, Carvalho & Melo, 2005)
- Oxyropsis (Eigenmann & Eigenmann, 1889)
  - Oxyropsis acutirostra (Miranda-Ribeiro, 1951)
  - Oxyropsis carinata (Steindachner, 1879)
  - Oxyropsis wrightiana (Eigenmann & Eigenmann, 1889)
- Panaque (Eigenmann & Eigenmann, 1889)
- Paraloricaria (Isbrücker, 1979)
  - Paraloricaria agastor (Isbrücker, 1979)
  - Paraloricaria commersonoides (Devincenzi, 1943)
  - Paraloricaria vetula (Valenciennes, 1836)
- Parancistrus (Bleeker, 1862)
  - Parancistrus aurantiacus (Castelnau, 1855)
  - Parancistrus nudiventris (Rapp Py-Daniel & Zuanon, 2005)
- Pareiorhaphis (Miranda Ribeiro, 1918)
  - Pareiorhaphis nasuta (Pereira, Vieira & Reis, 2007)
  - Pareiorhaphis parmula (Pereira, 2005)
- Pareiorhina (Gosline, 1947)
  - Pareiorhina brachyrhyncha (Chamon, Aranda & Buckup, 2005)
  - Pareiorhina carrancas (Bockmann & Ribeiro, 2003)
  - Pareiorhina hyptiorhachis (G. S. C. Silva, Roxo & C. de Oliveira, 2013)[13]
  - Pareiorhina rudolphi (Miranda Ribeiro, 1911)[14]
- Parotocinclus (Eigenmann & Eigenmann, 1889)
- Peckoltia (Miranda-Ribeiro, 1912)
- Planiloricaria (Isbrücker, 1971)
  - Planiloricaria cryptodon (Isbrücker, 1971)
- Pogonopoma (Regan, 1904)
  - Pogonopoma obscurum (Quevedo & Reis, 2002)
  - Pogonopoma parahybae (Steindachner, 1877)
  - Pogonopoma wertheimeri (Steindachner, 1867)
- Proloricaria (Isbrücker a Isbrücker et al., 2001)
  - Proloricaria prolixa (Isbrücker & Nijssen, 1978)
- Pseudacanthicus (Bleeker, 1862)
  - Pseudacanthicus fordii (Günther, 1868)
  - Pseudacanthicus histrix (Valenciennes, 1840)
  - Pseudacanthicus leopardus (Fowler, 1914)
  - Pseudacanthicus serratus (Valenciennes a Cuvier et Valenciennes, 1840)
  - Pseudacanthicus spinosus (Castelnau, 1855)
- Pseudancistrus (Bleeker, 1862)
- Pseudohemiodon (Bleeker, 1862)
  - Pseudohemiodon amazonum (Delsman, 1941)
  - Pseudohemiodon apithanos (Isbrücker & Nijssen, 1978)
  - Pseudohemiodon devincenzii (Señorans, 1950)
  - Pseudohemiodon lamina (Günther, 1868)
  - Pseudohemiodon laticeps (Regan, 1904)
  - Pseudohemiodon platycephalus (Kner, 1853)
  - Pseudohemiodon thorectes (Isbrücker, 1975)
- Pseudolithoxus (Isbrücker & Werner, 2001)
  - Pseudolithoxus anthrax (Armbruster & Provenzano, 2000)
  - Pseudolithoxus dumus (Armbruster & Provenzano, 2000)
  - Pseudolithoxus nicoi (Armbruster & Provenzano, 2000)
  - Pseudolithoxus tigris (Armbruster & Provenzano, 2000)
- Pseudoloricaria (Bleeker, 1862)
  - Pseudoloricaria laeviuscula (Valenciennes, 1840)
- Pseudorinelepis (Bleeker, 1862)
  - Pseudorinelepis genibarbis (Valenciennes, 1840)
- Pseudotocinclus (Nichols, 1919)
  - Pseudotocinclus jaquiae (Takako, Oliveira & Oyakawa, 2005)
  - Pseudotocinclus juquiae (Takako, Oliveira & Oyakawa, 2005)
  - Pseudotocinclus parahybae (Takako, Oliveira & Oyakawa, 2005)
  - Pseudotocinclus tietensis (Ihering, 1907)
- Pseudotothyris (Britski & Garavello, 1984)
  - Pseudotothyris janeirensis (Britski & Garavello, 1984)
  - Pseudotothyris obtusa (Miranda Ribeiro, 1911)
- Pterosturisoma (Isbrücker & Nijssen, 1978)
  - Pterosturisoma microps (Eigenmann & Allen, 1942)
- Pterygoplichthys (Gill, 1858)
  - Pterygoplichthys anisitsi (Eigenmann & Kennedy, 1903)
  - Pterygoplichthys barbatus (Steindachner, 1911)
  - Pterygoplichthys disjunctivus (Weber, 1991)
  - Pterygoplichthys etentaculatus (Spix & Agassiz, 1829)
  - Pterygoplichthys gibbiceps (Kner 1854)
  - Pterygoplichthys joselimaianus (Weber 1991)
  - Pterygoplichthys lituratus (Kner, 1854)
  - Pterygoplichthys multiradiatus (Hancock, 1828)
  - Pterygoplichthys pardalis (Castelnau, 1855)
  - Pterygoplichthys undecimalis (Steindachner, 1878)
  - Pterygoplichthys weberi (Armbruster & Page, 2006)
  - Pterygoplichthys zuliaensis (Weber, 1991)
- Pyxiloricaria (Isbrücker & Nijssen, 1984)
  - Pyxiloricaria menezesi (Isbrücker & Nijssen, 1984)
- Reganella (Eigenmann, 1905)[15]
  - Reganella depressa (Kner, 1853)[16]
- Rhadinoloricaria (Isbrücker & Nijssen, 1974)
  - Rhadinoloricaria macromystax (Günther, 1869)
- Rhinelepis (Agassiz, 1829)
  - Rhinelepis aspera (Spix & Agassiz, 1829)
  - Rhinelepis strigosa (Valenciennes, 1840)
- Ricola (Isbrücker & Nijssen, 1978)
  - Ricola macrops (Regan, 1904)
- Rineloricaria (Bleeker, 1862)
- Schizolecis (Britski & Garavello, 1984)
  - Schizolecis guntheri (Miranda-Ribeiro, 1918)
- Scobinancistrus
  - Scobinancistrus aureatus (Burgess, 1994)
  - Scobinancistrus pariolispos (Isbrücker & Nijssen, 1989)
- Spatuloricaria (Schultz, 1944)
- Spectracanthicus (Nijssen & Isbrücker, 1987)
  - Spectracanthicus murinus (Nijssen & Isbrücker, 1987)
- Squaliforma (Isbrücker & Michels, 2001)
  - Squaliforma emarginata (Valenciennes, 1840)
- Sturisoma (Swainson, 1838)
- Sturisomatichthys (Isbrücker & Nijssen, 1979)[17]
  - Sturisomatichthys caquetae (Fowler, 1945)[18]
  - Sturisomatichthys citurensis (Meek & Hildebrand, 1913)[19]
  - Sturisomatichthys leightoni (Regan, 1912)[20]
  - Sturisomatichthys tamanae (Regan, 1912)[20][21][22][23][24][25][26]